# 徐惟賢
徐惟賢（1511年—？年），字師聖，浙江紹興府上虞縣人，民籍，治《易經》，明朝政治人物。

## 生平
嘉靖十三年（1534年）甲午科浙江鄉試第七十一名舉人。嘉靖二十三年（1544年）中式甲辰科會試第二百七十六名，登第二甲第二十七名進士。曾任湖廣布政司參議。

## 家族
曾祖徐楩；祖父徐子瀹，恩例冠帶；父徐大中，母張氏；繼母楊氏。